# Radu Tărăcilă Pădurari Retevoescu
Radu Tărăcilă Pădurari Retevoescu (RTPR) este o companie de avocatură din România.
Are sediul în București și a fost înființată în 2004.
Firma de avocatură are cinci parteneri, Dragoș Radu, Costin Tărăcilă, Victor Pădurari, Alexandru Retevoescu și Mihai Ristici, precum și 33 de avocați.
Compania a înregistrat în anul 2007 venituri de 2,5 milioane de euro și un profit de 1,4 milioane euro.